# Bitva u České Skalice
Bitva u České Skalice (německy Schlacht bei Skalitz) byla potyčka prusko-rakouské války. Odehrála se 28. června 1866, den po bitvě u Náchoda. Pruské jednotky pokračovaly ve svém postupu, umožněném vítězstvím v bitvě u Náchoda a u České Skalice znovu porazily rakouské jednotky.

## Galerie

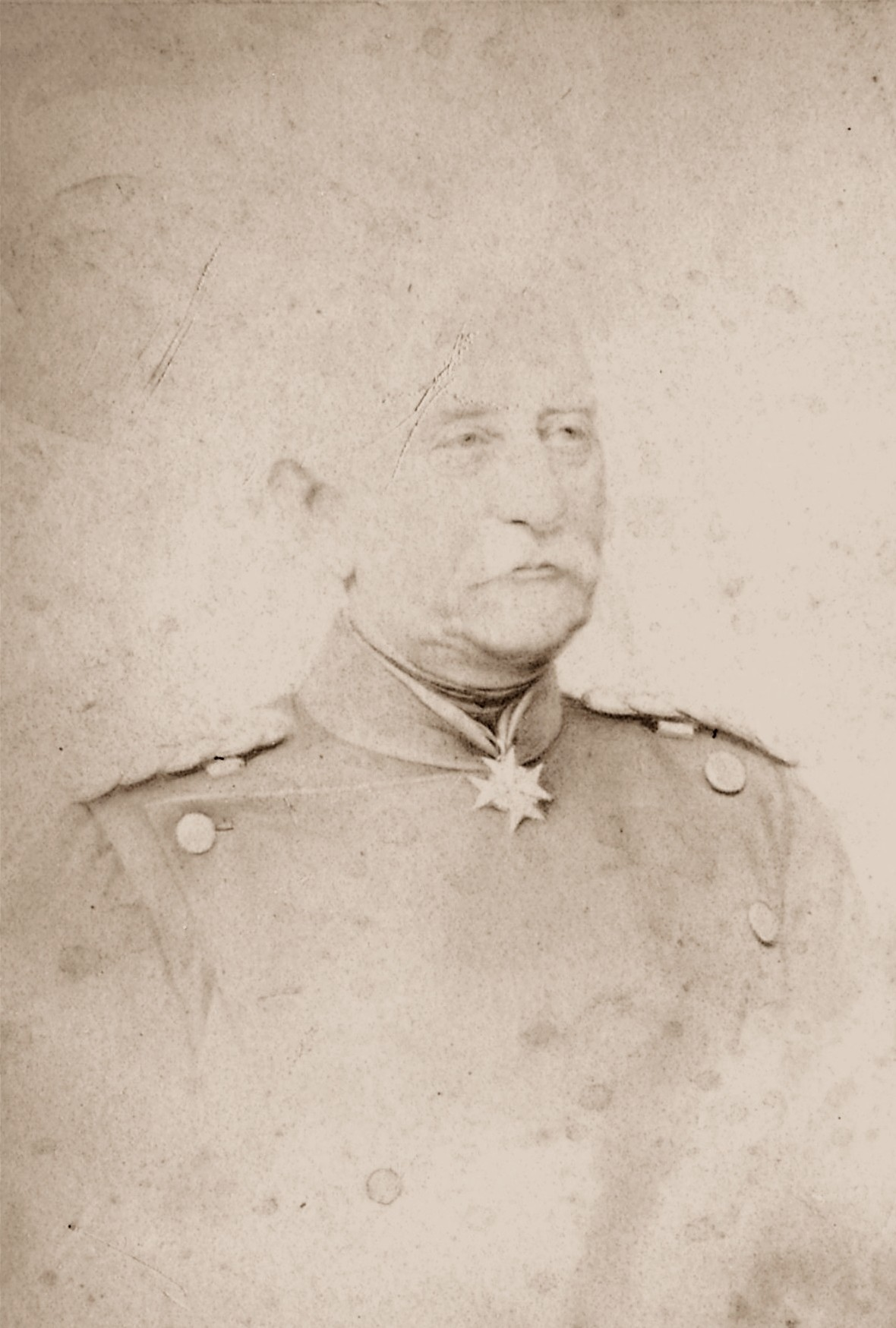
Karl Friedrich von Steinmetz, pruský generál
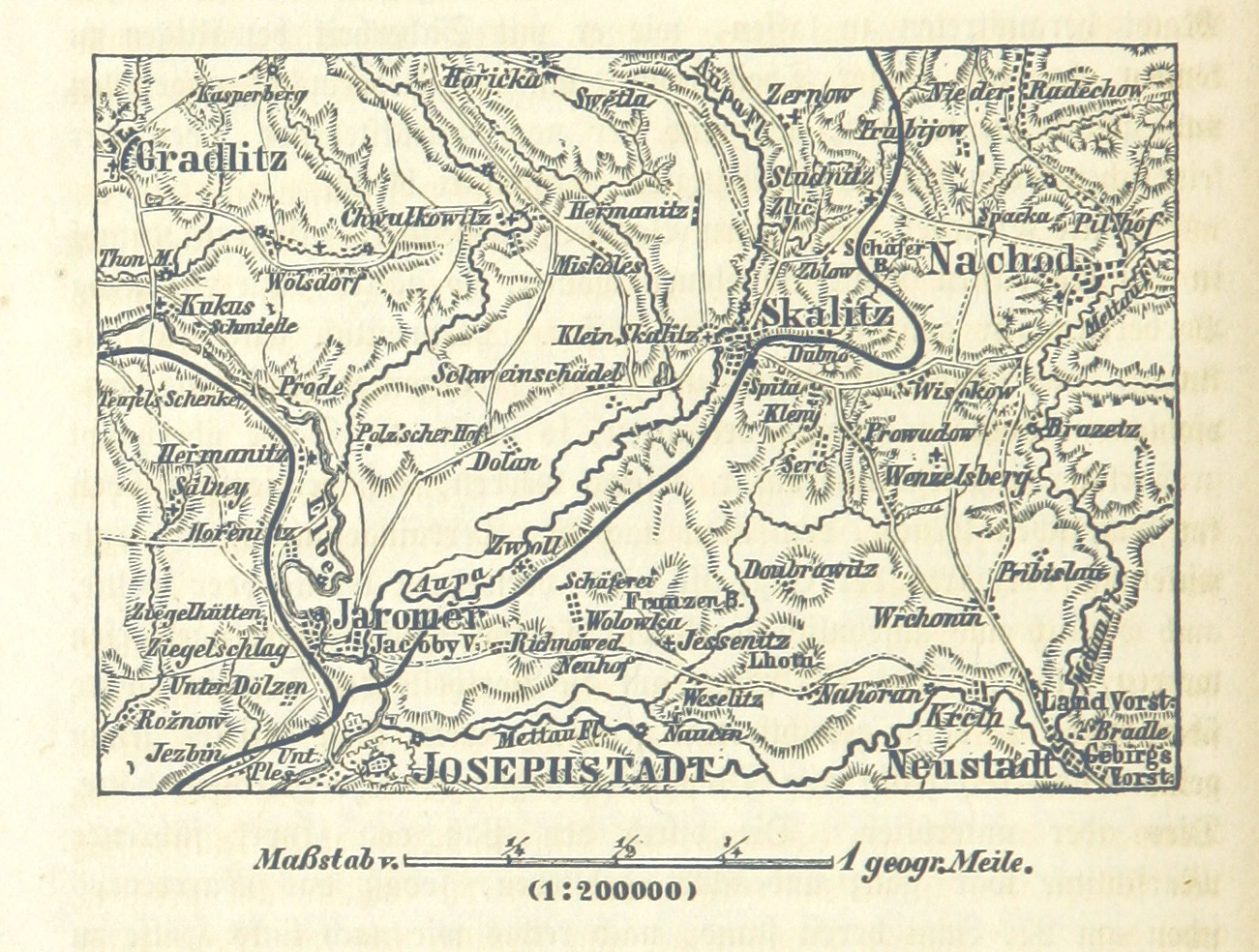
Mapa
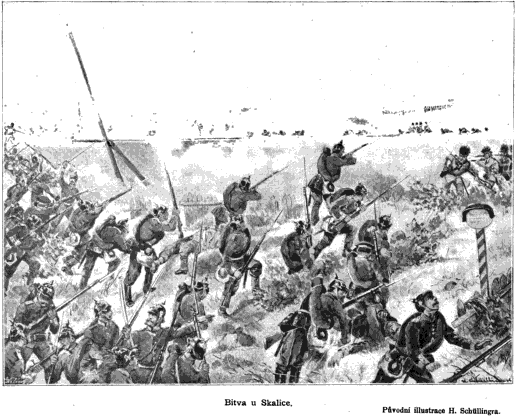
Ilustrace střetu od Hugo Schüllingera
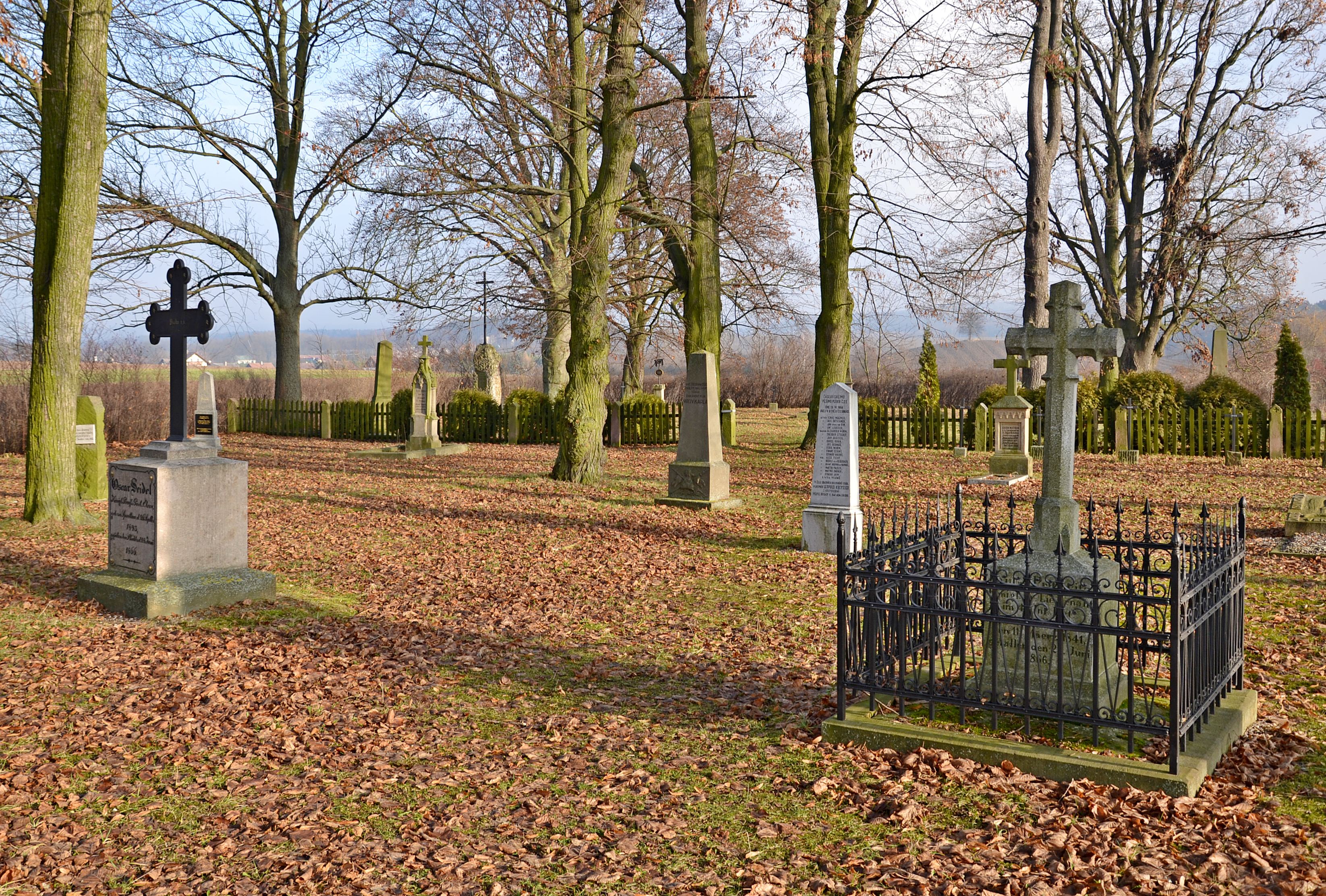
Vojenský hřbitov v České Skalici